# TEMIC
Temic (por su origen TEMIC) era un fabricante alemán de semiconductores. Después de varias adquisiciones de la compañía entre los grupos dominantes hoy en día sigue operando algunos de los Temic originales Conti Temic microelectronic Gesellschaft mit beschränkter Haftung con sede en Nürnberg.
El 1 de julio de 1992 fue TEMIC TELEFUNKEN microelectronic GmbH con su sede en Heilbronn. Con una participación accionaria de 50% cada representante, entonces filiales de Daimler-Benz-Töchter, AEG-Telefunken y DASA. En esta constelación, desarrollado y producido los componentes microelectrónicos TEMIC para la gama del automóvil del grupo Daimler-Benz.
En 1998 hubo una división de la empresa en tres compañías, cada parte se hizo cargo de la compañía Atmel.
En abril de 2001, el fabricante de pneumáticos y proveedor de partes para la industria automóvil Continental AG, Hannover, declaró su interés por el Grupo Temic a comprar por un total de 630 millones de euros de Daimler-Chrysler. Continental, adquirió así su propia presencia en la electrónica.
Áreas individuales de TEMIC ahora se puede encontrar en las empresas de Atmel, Continental, Harman Becker, Vishay Telefunken Semiconductors y Harman Becker, Vishay sowie Telefunken Semiconductors.